# Drosophila preapicula
Drosophila preapicula är en tvåvingeart som först beskrevs av Elmo Hardy 1965.  Drosophila preapicula ingår i släktet Drosophila och familjen daggflugor.
Artens utbredningsområde är Hawaii.